# Fanoplanet

Fanoplanet

Ett sätt att tilldela binära beteckningar för Fanoplanets punkter.

Ett Hassediagram som visar dualiteten i Fanoplanet: Varje punkt motsvarar en linje med samma beteckning och vice versa.

Inom ändlig (finit) geometri är Fanoplanet (uppkallat efter Gino Fano) det ändliga projektiva planet av ordning två och har det minsta möjliga antalet av punkter och linjer, sju av varje, med tre punkter på varje linje och tre linjer genom varje punkt.

## Homogena koordinater
Fanoplanet kan konstrueras med hjälp av linjär algebra som det projektiva planet över den ändliga kroppen med två element. Man kan konstruera projektiva plan över varje annan ändlig kropp, men Fanoplanet är det minsta.
Om man använder standardmetoden för konstruktion av projektiva rum med hjälp av homogena koordinater kan Fanoplanets sju punkter betecknas med de sju binära tresiffriga talen som är större än noll: 001, 010, 011, 100, 101, 110 och 111. Detta kan göras på ett sådant sätt att man för varje par av punkter, p och q, får den tredje punkten på linjen pq genom den bitvisa operationen p XOR q. Med andra ord korresponderar punkterna i Fanoplanet med punkterna skilda från noll i det ändliga vektorrummet av dimension 3 över den ändliga kroppen av ordningen 2.
På grund av denna konstruktion betraktas Fanoplanet som ett Desargueskt plan, trots att planet är för litet för att innehålla en icke-degenererad Desargueskonfiguration (vilket kräver tio punkter och tio linjer).
Linjerna i Fanoplanet kan också ges homogena koordinater av samma typ som punkterna (de binära talen 001 till 111). Med detta koordinatsystem är en punkt incident med en linje om koordinaterna för punkten och linjen har ett jämnt antal positioner där båda har en etta. Exempelvis är punkten 101 incident med linjerna 010, 101 och 111, eftersom linjerna har ettor gemensamma med punkten på 0, 2, respektive 2 positioner (övriga fyra linjer 001, 011, 100 och 110 har en etta gemensam med punkten på en position), och linjen 111 är incident med punkterna 011, 101 och 110, vilka alla har två ettor gemensamma med linjen. I Hassediagrammet till höger är punkter och linjer med samma beteckning "ihopparade". Uttryckt med den underliggande linjära algebran tillhör en punkt linjen om skalärprodukten av vektorerna som representerar punkten och linjen är noll.
Linjerna kan klassificeras som tre typer (ihopgrupperade i Hassediagrammet till höger):
- På tre av linjerna har binärkoden för de incidenta punkterna en nolla på samma position: punkterna 001, 010 och 011 är incidenta med linjen 100 och har alla en nolla längst till vänster. Punkterna på linjen 010 (001, 100 och 101) har alla en nolla i mitten, och på linjen 001 (010, 100 och 110) har alla punkter en nolla till höger. Detta är de tre linjer som bildar triangeln i våra diagram till höger.
- Punkterna på tre av linjerna har två positioner där båda bitarna är lika: Punkterna 001, 110 och 111 som alla ligger på linjen 110 har samma siffra i den vänstra och mellersta biten (001 två nollor, 110 och 111 två ettor). Punkterna på linjerna 101 (010, 101 och 111) och 011 (011, 100 och 111). Detta är de tre linjer som går genom mittpunkten 111.
- Den sjunde linjen, 111, är incident med de tre punkter som har exakt två ettor, det vill säga punkterna 011, 101 och 110. Denna linje representeras av cirkeln i diagrammen.

## Symmetrier

En kollineation av Fanoplanet som motsvarar Graykodens trebitarspermutation: (000,001,011,010,110,111,101,100) eller

En permutation av de sju punkterna i Fanoplanet som avbildar kollinjära punkter (punkter på samma linje) på kollinjära punkter (det vill säga bevarar kollineariteten) kallas för en "kollineation" "automorfi(sm)" eller "symmetri" av planet. Hela kollineationsgruppen (eller automorfigruppen eller symmetrigruppen) är den projektiva linjära gruppen PGL(3,2) vilket i det här fallet är isomorft med PSL(2,7) = PSL(3,2) och den allmänna linjära gruppen GL(3,2) (som är lika med PGL(3,2)eftersom kroppen saknar nollelement). Den består av 168 olika permutationer.
Automorfigruppen består av sex konjugatklasser.

Alla cykelstrukturer förutom 7-cykeln definierar entydigt en konjugatklass:
- Identitetspermutationen
- 21 permutationer med två 2-cykler
- 42 permutationer med en 4-cykel och en 2-cykel
- 56 permutationer med två 3-cykler

De 48 permutationerna med en komplett 7-cykel bildar två separata konjugatklasser, vardera med 24 element:
- A avbildas på B, B på C, C på D så att D är kollinjär med A och B.
- A avbildas på B, B på C, C på D så att D kollinjär med A och C.

Sålunda är, genom Pólyas enumerationssats, antalet olika färgningar av Fanoplanet med n färger:
{\displaystyle {1 \over 168}\left(n^{7}+21n^{5}+98n^{3}+48n\right).}